# Eleição municipal de Cabo de Santo Agostinho em 2016
A eleição municipal de Cabo de Santo Agostinho em 2016 foi realizada no dia 2 de outubro de 2016 em prol de eleger um prefeito, um vice-prefeito e 17 vereadores no município de Cabo de Santo Agostinho, no estado brasileiro de Pernambuco. 
Seguindo a Constituição, os candidatos são eleitos para um mandato de quatro anos a se iniciar em 1º de janeiro de 2017. A decisão para os cargos da administração municipal, segundo o Tribunal Superior Eleitoral, contou com 162 225 eleitores aptos e 25 711 abstenções, de forma que 15.85% do eleitorado não compareceu às urnas naquele turno.

## Resultados

### Prefeito e Vice-Prefeito
Este pleito contou com 3 candidatos: Luiz Cabral de Oliveira Filho, do PSB, que obteve 66.970 (55.53%) votos válidos, Heberte Lamarck Gomes da Silva, do PSDB, que obteve 44.028 (36.51%) votos válidos e Gleydson Wanderson Alves de Goes do PSOL, que obteve 9.608 (7.97%) votos válidos. O Tribunal Superior Eleitoral também contabilizou 25.711 (15.85%) de abstenções neste pleito das eleições municipais do Cabo de Santo Agostinho. Visto que, um dos candidatos foi capaz de atingir um quantitativo de votos maior que metade do votos válidos mais um, e, considerando que o município ainda não havia atingido um eleitorado apto maior ou igual a 200.000 eleitores, finda-se que não havia viabilidade eleitoral ou legislativa para que houvesse um segundo turno entre dois candidatos nesta disputa eleitoral.
O resultado deste pleito marcou o retorno de Luiz Cabral de Oliveira Filho ao cargo executivo desde o seu ultimo mandato e reeleição, que durou da data de 1º de janeiro de 2005 até o dia 1º de janeiro de 2013, assim como a estreia de Clayton da Silva Marques, à um cargo executivo municipal. Luiz Cabral de Oliveira Filho foi eleito com uma vitória consideravelmente ampla do segundo colocado, vencendo em ambas as zonas eleitorais do Cabo de Santo Agostinho naquele pleito.
| Candidato(a)                            | Vice                              | Coligação | Votos recebidos | Percentual |
| --------------------------------------- | --------------------------------- | --- | --------------- | ---------- |
| Luiz Cabral de Oliveira Filho (PSB)     | Clayton da Silva Marques (PDT)    | Frente Popular do Cabo (PSC / PP / PDT / PSDC / PRTB / PMN / PMB / PTC / PSB / PRP / PEN / PT DO B / PROS / PR / PRB) | 66.970          | 55.53%     |
| Heberte Lamarck Gomes da Silva (PSDB)   | José Arnaldo da Silva (PMDB)      | A Mudança Verdadeira (PSDB / PMDB / PC DO B / SD / PPS / PSD / PV / DEM / PSL / PHS)                                  | 44.028          | 36.51%     |
| Gleydson Wanderson Alves de Goes (PSOL) | Ivanildo Silva de Oliveira (PSOL) | Partido Socialismo e Liberdade (sem coligação)                                                                        | 9.608           | 7.97%      |

### Vereadores
Na decisão para os cargos de vereador na eleição municipal do Cabo de Santo Agostinho em 2016, 296 candidatos disputaram pelas 17 cadeiras da Câmara Municipal, sendo 17 vereadores eleitos com um total de 126 929 votos válidos. O Tribunal Superior Eleitoral contabilizou 4 648 votos em branco e 4 937 votos nulos. De um total de 162 225 eleitores aptos, 25 711 (15.85%) não compareceram às urnas .
| Nome                              | Partido político                               | Coligação                                                           | Votos recebidos | Percentual |
| --------------------------------- | ---------------------------------------------- | ------------------------------------------------------------------- | --------------- | ---------- |
| Vicente Mendes Silva Neto         | Partido Democrático Trabalhista (PDT)          | Frente da Republica Trabalhista (PDT / PR)                          | 3.502           | 2.76%      |
| Mario Anderson da Silva Barreto   | Partido Socialista Brasileiro (PSB)            | Partido Socialista Brasileiro (sem coligação)                       | 3.342           | 2.63%      |
| Flavio Atila da Silva Leite       | Partido Socialista Brasileiro (PSB)            | Partido Socialista Brasileiro (sem coligação)                       | 3.258           | 2.57%      |
| Jefferson Marcos Bezerra          | Partido Comunista do Brasil (PCdoB)            | Uma Chance ao Futuro do Cabo (PSDB / PMDB / PC do B / SD)           | 3.054           | 2.41%      |
| Jose Feliciano de Barros Junior   | Partido da Mobilização Nacional (PMN)          | Frente da Mobilização Renovadora Trabalhista (PMN / PRTB / PT do B) | 2.500           | 1.97%      |
| Carlos José Mendes Silva          | Partido Socialista Brasileiro (PSB)            | Partido Socialista Brasileiro (sem coligação)                       | 2.474           | 1.95%      |
| Ronaldo Francisco dos Santos      | Partido Trabalhista Brasileiro (PTB)           | Cabo pela Democracia (PTB / PT)                                     | 2.368           | 1.87%      |
| Edna Gomes da Silva               | Partido Republicano Progressista (PRP)         | Frente Progressista do Cabo (PP / PMB / PRP)                        | 2.267           | 1.79%      |
| Labreildes dos Santos Inácio      | Partido Trabalhista Cristão (PTC)              | Frente Ecológica Cristã (PTC / PEN)                                 | 2.154           | 1.70%      |
| Amaro Honorato da Silva           | Partido Republicano Progressista (PRP)         | Frente Progressista do Cabo (PP / PMB / PRP)                        | 2.141           | 1.69%      |
| José de Arimatéia Jerônimo Santos | Partido da Social Democracia Brasileira (PSDB) | Uma Chance ao Futuro do Cabo (PSDB / PMDB / PC do B / SD)           | 2.136           | 1.68%      |
| Ezequiel Manoel dos Santos        | Partido dos Trabalhadores (PT)                 | Cabo pela Democracia (PTB / PT)                                     | 1.931           | 1.52%      |
| Gessé Valério de Oliveira         | Partido da República (PR)                      | Frente da Republica Trabalhista (PDT / PR)                          | 1.896           | 1.49%      |
| Ricardo Carneiro da Silva         | Solidariedade (SD)                             | Uma Chance ao Futuro do Cabo (PSDB / PMDB / PC do B / SD)           | 1.870           | 1.47%      |
| Neemias Jose Silva                | Partido Verde (PV)                             | O Futuro do Cabo Merece uma Chance (PSD / PV / DEM / PPS)           | 1.755           | 1.38%      |
| Jose Domingos dos Santos          | Partido Social Cristão (PSC)                   | Partido Social Cristão (sem coligação)                              | 1.440           | 1.13%      |
| Augusto Cesar da Cunha Paiva      | Partido Social Cristão (PSC)                   | Partido Social Cristão (sem coligação)                              | 1.399           | 1.10%      |

  Reeleito